# Geel
Geel je město v Belgii. Administrativně náleží do arrondissementu Turnhout v provincii Antverpy ve Vlámském společenství. Status města má od 80. let 20. století. Zahrnuje centrum, které sestává ze čtyř historických čtvrtí a měst (Sint-Amand, Sint-Dimpna, Holven a Elsum a nových čtvrtí vzniklých okolo něj (Ten Aard na severu, Sas 7 na severovýchodě, Bel na východě, Winkelomheide na jihovýchodě, Stelen, Oosterlo a Zammel na jihu, Punt na jihozápadě a Larum na západě. V roce 2006 v něm žilo 35 189 obyvatel. Rozloha města činí 109,85 km² a hustota obyvatel 320 na km².